# Villamée
Villamée (en bretó Gwilavez, en gal·ló Vilaemaé) és un municipi francès, situat a la regió de Bretanya, al departament d'Ille i Vilaine. L'any 2006 tenia 317 habitants.

## Demografia
| 1962                                       | 1968 | 1975 | 1982 | 1990 | 1999 |
| ------------------------------------------ | ---- | ---- | ---- | ---- | ---- |
| 490                                        | 470  | 417  | 377  | 334  | 314  |
| Des de 1962: població sense dobles comptes |      |      |      |      |      |

## Administració
| Període   | Identitat        | Partit |
| --------- | ---------------- | ------ |
| 1986-2008 | Victor Adelisse  |        |
| 2008-     | Isidore Leprieur |        |